# Ватаи, Миёко
Миёко Ватаи (яп. 渡井 美代子; род. 8 января 1945, Сайтама) — японская шахматистка, международный мастер среди женщин (1994), международный арбитр (1983), фармацевт. В составе сборной Японии — участница двенадцати Олимпиад (1972—1986, 1996—2002). Участница межзонального турнира 1979.
Была замужем за Робертом Фишером.